# Alimentation dans l'Égypte antique
Pour les articles homonymes, voir Alimentation (homonymie).

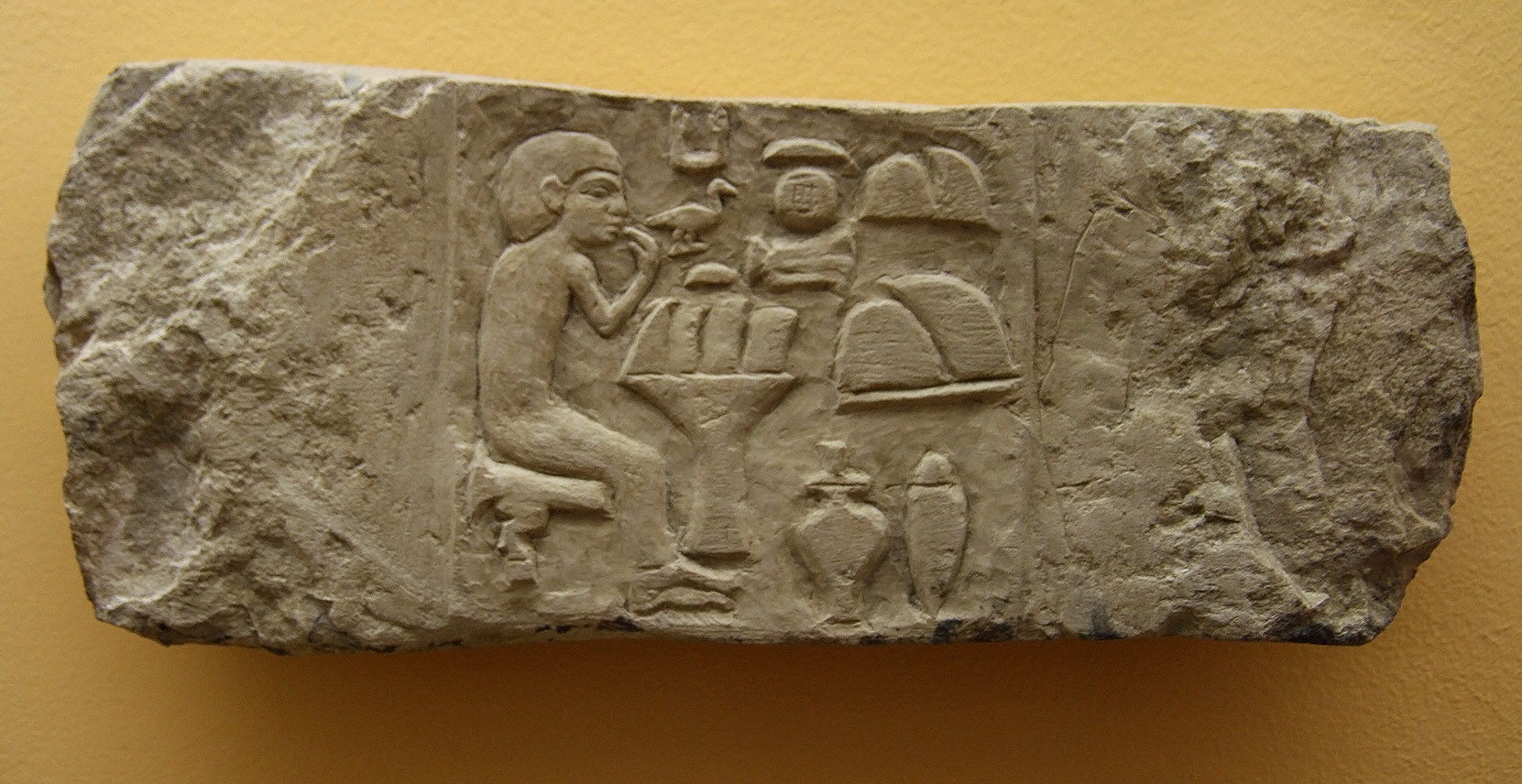
Scène de repas sur une stèle funéraire, v. 2700 av. J.-C.

Que ce soit dans les textes gravés sur les parois des temples et des tombeaux ou sous forme de restes d’offrande matérielle, les Égyptiens ont laissé de nombreux témoignages de leur mode d’alimentation.
L’art funéraire, retraçant la vie quotidienne les résume ; on n’y trouve pas à proprement parler de recettes de cuisine mais des informations sur les pratiques alimentaires. Les ouchebtis, petites statues en calcaire ou en bois, représentent des serviteurs au travail préparant le pain, écrasant des céréales, brassant la bière, rôtissant des volailles et abattant des bœufs.
Les Égyptiens prenaient trois repas par jour : le matin au réveil, l'après-midi et le soir avant de dormir. Le repas du matin était considéré comme le plus important ; l'arrêt de l'alimentation pendant la nuit entraînait une dégradation du corps pour les Égyptiens, à laquelle il fallait remédier au réveil. Les repas étaient préparés dans une pièce distincte de la salle commune où ils étaient consommés. Les aliments étaient servis sur une natte, ils étaient consommés assis, avec les mains. 

## Aliments

### Céréale

Figurine fabriquant du pain, Première Période intermédiaire (après 2090 av. J.-C.), conservé au Musée égyptologique de Turin

Les céréales devinrent centrales dans la diète égyptienne à partir du IVe millénaire av. J.-C. Les principales céréales cultivées étaient l’orge et l’amidonnier. À partir du IIIe siècle av. J.-C., l'amidonnier fut remplacé par le blé dur qui pouvait être extrait plus facilement de son enveloppe. Une fois récoltés, les grains pouvaient servir à l'élaboration du pain et de la bière. Les céréales étaient écrasées à l'aide de petites meules qui fonctionnaient tout d'abord avec un mouvement de va-et-vient. Cependant l'accroissement de la population imposa d’augmenter les rendements ; les meules rotatives apparurent à l'époque hellénistique mais la farine obtenue était de mauvaise qualité. Du sable s'introduisait en effet dans la meule lors du processus de mouture et les fouilles archéologiques révèlent une usure prématurée des dents sur de nombreuses momies à cause de ce phénomène. Le pain égyptien était levé et cuit dans des fours sous forme de boules. Les farines pouvaient aussi être mélangées à de l'eau pour élaborer des gruaux.

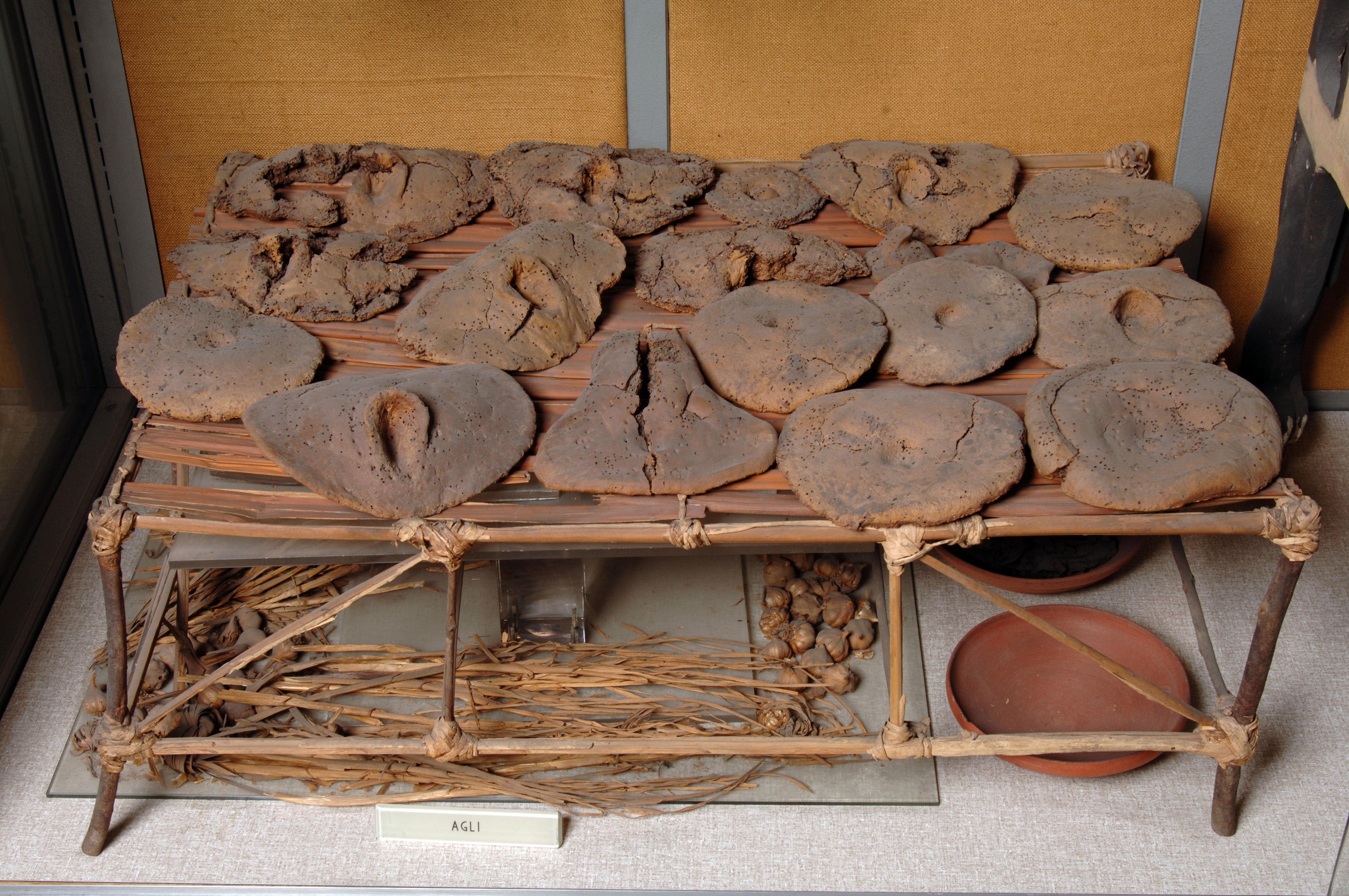
Petite table de roseaux et tiges de papyrus. Nouvel Empire, entre 1425 et 1353 av. J.-C., Musée égyptologique de Turin

### «Végétarisme» religieux
Une grande partie de la population de l'Égypte antique était réputée non seulement pour sa vénération pour les animaux sacrés (zoolâtrie), associés aux divinités, mais aussi pour son « végétarisme » religieux, abstention assez large de produits carnés du fait de la sacralité du règne animal (en particulier les bovins), la consommation de viande étant réservée aux vizirs ; en effet, l'éthique égyptienne antique considérait que les animaux pouvaient accuser et se plaindre à pharaon, ou à la déesse Maât, de méfaits subis et créés par des hommes à leur encontre ; cette réputation de « végétarisme » religieux est du moins la réputation que nous rapportent les témoins de l'Antiquité (Diodore de Sicile allant jusqu'à dire que les Égyptiens préféraient s'entredévorer que tuer et manger les animaux sacrés), comme Hérodote, qui, dans ses Histoires, rappelle que tout individu qui tuait un animal sacré en Égypte, risquait la peine de mort, ou le philosophe Celse :

« Il ne faut pas non plus que les Juifs aillent s'imaginer qu'ils sont plus saints que les autres hommes parce qu'ils se font circoncire : les Égyptiens et les Chalcidiens l'ont fait avant eux ; ni parce qu'ils s'abstiennent de la viande de porc : ainsi font les Égyptiens, qui s'abstiennent même de consommer la chair des chèvres, des brebis, des bovins et des poissons. »

— Celse, Discours vrai contre les chrétiens.

### Légume
Ail et oignon sont les légumes les plus cuisinés, avec les fèves, les pois chiches et les lentilles, sans oublier les légumes verts (chou, concombre, laitue, poireau, petit pois et radis), et les plantes aquatiques (lotus et papyrus). La tige de papyrus était consommée crue ou bouillie, et les graines de lotus étaient consommées crues ou grillées mais elles pouvaient aussi être réduites en farine. Parmi les plantes aquatiques, les Égyptiens mangaient aussi le souchet, dont le tubercule sucré pouvait être séché pour être conservé.
De même que chez les adeptes du pythagorisme, selon les Histoires (XXXVII, Livre second) d'Hérodote, les Égyptiens ne semaient ni ne consommaient des fèves, considérées comme légume « impur » (probablement que les croyances antiques s'accordaient sur le fait que les fèves étaient vues comme en lien avec le monde obscur des défunts ).

### Fruit

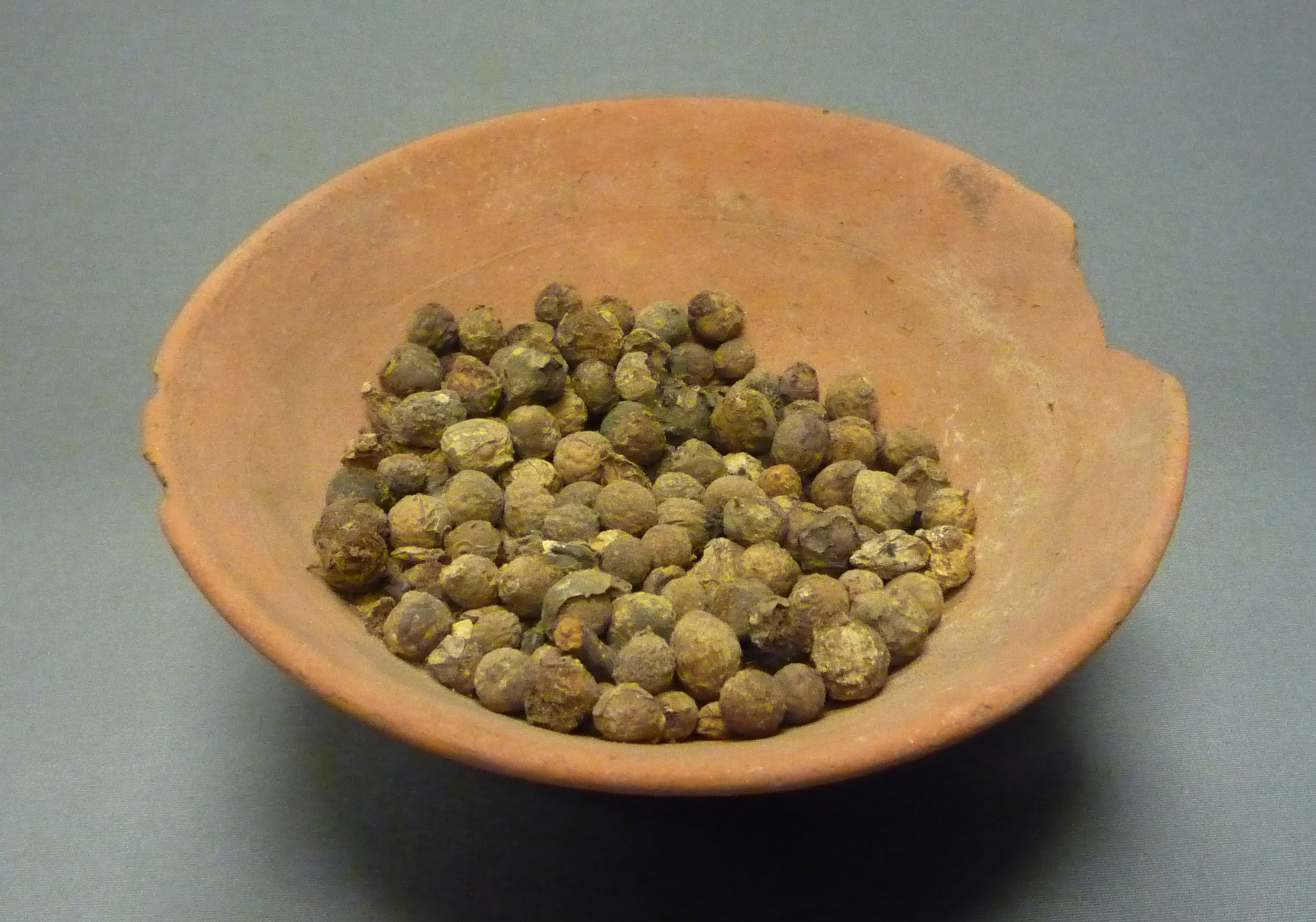
Bol contenant des jujubes, donnés en offrande au temple d'Hatchepsout, v. 1479 - 1458 av. J.-C.

Les fruits, plutôt rares, sont réservés aux élites, tout comme certaines viandes : l’Égypte antique ne connaît les agrumes qu’à l’époque romaine ; les principaux fruits consommés sont les dattes (utilisées dans la confection d’une bière de luxe, le seremet), le raisin, la grenade, les pastèques et melons, mais aussi la caroube, le sycomore (sorte de figue rouge), le persea, le jujube.

#### Grenade
| i | in · n | h · mn · n | M1 |

| i | in · n | h · mn · n | M1 |

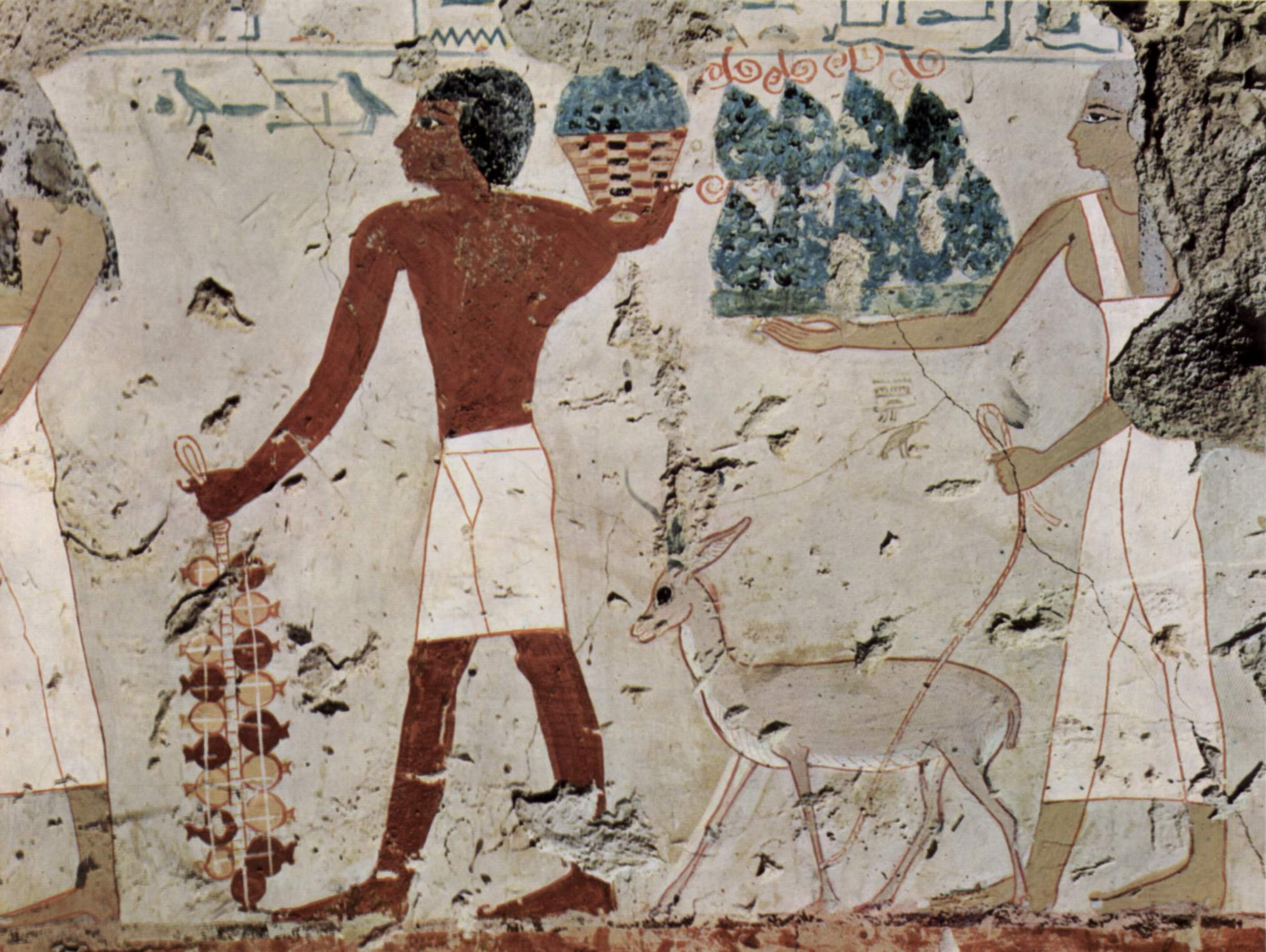
Tombeau d'Amenemhat (Thèbes)

La grenade (Punica granatum), originaire du Proche-Orient et que les Égyptiens appelaient inhmn, aurait été importée en Égypte à la fin du Moyen Empire. Dès la XVIIIe dynastie, la grenade est couramment représentée dans les peintures égyptiennes, notamment en tant qu'offrande funéraire. Ce rôle est confirmé par la découverte de grenades fossilisées dans certains tombeaux. Elle était cultivée dans les vergers où l'on cultivait également la figue et le raisin.
On retrouve des grenades représentées sur les parois du tombeau d'Amenemhat, officier durant le règne de Thoutmôsis III ou celui de Néferhotep (tous deux à Thèbes).

### Desserts et pâtisseries
Enfin, le miel, produit dans des ruches de terre, entrait dans la composition des desserts et de nombreux remèdes. Les pâtisseries, souvent thérapeutiques, étaient très sucrées, à base de dattes, de miel ou de raisins secs. Dans la tombe du vizir Rekhmirê, sous le règne d’Amenhotep II, une scène développe les étapes de la fabrication d’un gâteau conique, fait à partir des rhizomes d’un roseau au goût de noisette, le souchet.

### Boissons

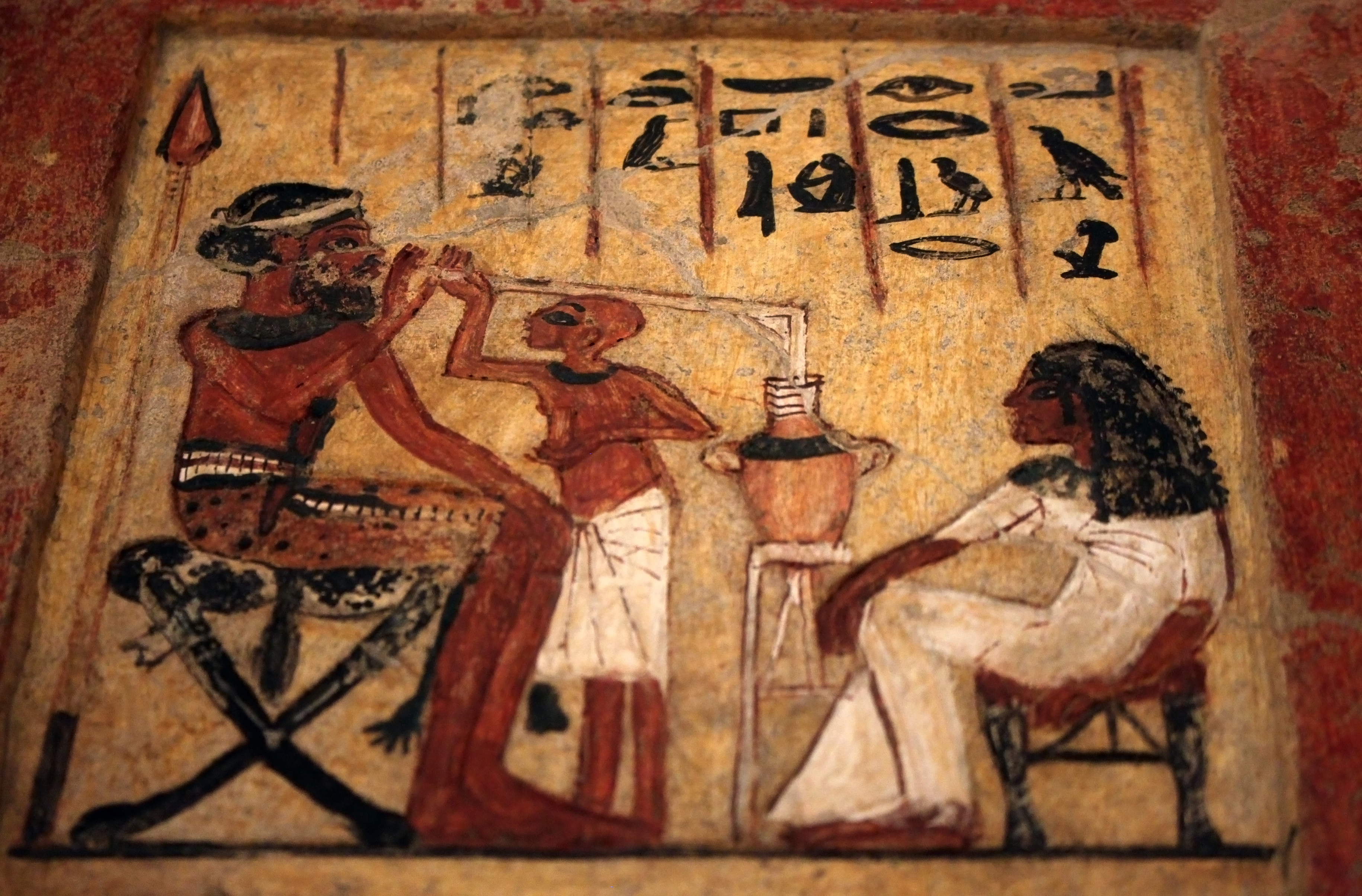
Stèle représentant un mercenaire syrien buvant de la bière. Nouvel Empire, XVIIIe dynastie, règne d'Akhenaton.

L'eau du Nil bénéficiait d'une très bonne réputation dans l'imaginaire antique ; Aelius Aristide affirmait par exemple qu'elle pouvait se conserver plusieurs années dans des jarres après avoir été puisée. En réalité, cette eau était assez impropre à la consommation, elle devait être décantée pour être bue. Les Égyptiens consommaient donc plutôt de l'eau issue de puits ou de citernes qui recueillaient les eaux pluviales. La consommation et la production de vin sont attestées dès la fin du IVe millénaire av. J.-C. Si le vin, consommé plutôt par les riches, n'est pas une boisson très courante en Égypte antique, la bière fait depuis longtemps figure de boisson nationale. Elle est brassée dans tout le pays, et sa fabrication est déjà représentée sur des mastabas de l'Ancien Empire ; on boit de la bière en toutes circonstances : aux champs, à bord des bateaux, lors des réceptions et, bien sûr, dans les cabarets des villes.

#### «Bière des pharaons»
En mai 2019, des chercheurs et microbiologistes israéliens parviennent à recréer une bière dite « bière des pharaons » avec une teneur en alcool de 6 % et un hydromel à 14 % à partir de souches de levures datant d'il y a environ 3 000 ans retrouvées dans des jarres antiques découvertes sur des sites archéologiques dans le centre d'Israël dans la région de Jérusalem, à Tel Aviv ainsi que dans le désert du Néguev, qu'ils ont brassées selon les méthodes modernes. Les chercheurs de l'Autorité des antiquités israéliennes et les trois universités du pays qui ont participé à l'expérience se sont aperçus que l'une des levures découvertes ressemblait à celle utilisée dans la bière traditionnelle du Zimbabwe et une autre à celle utilisée dans la fabrication du Tedj, un hydromel éthiopien,. C'est la première fois au monde que des chercheurs parviennent à recréer des aliments de cette époque antique.

### Viandes et poissons

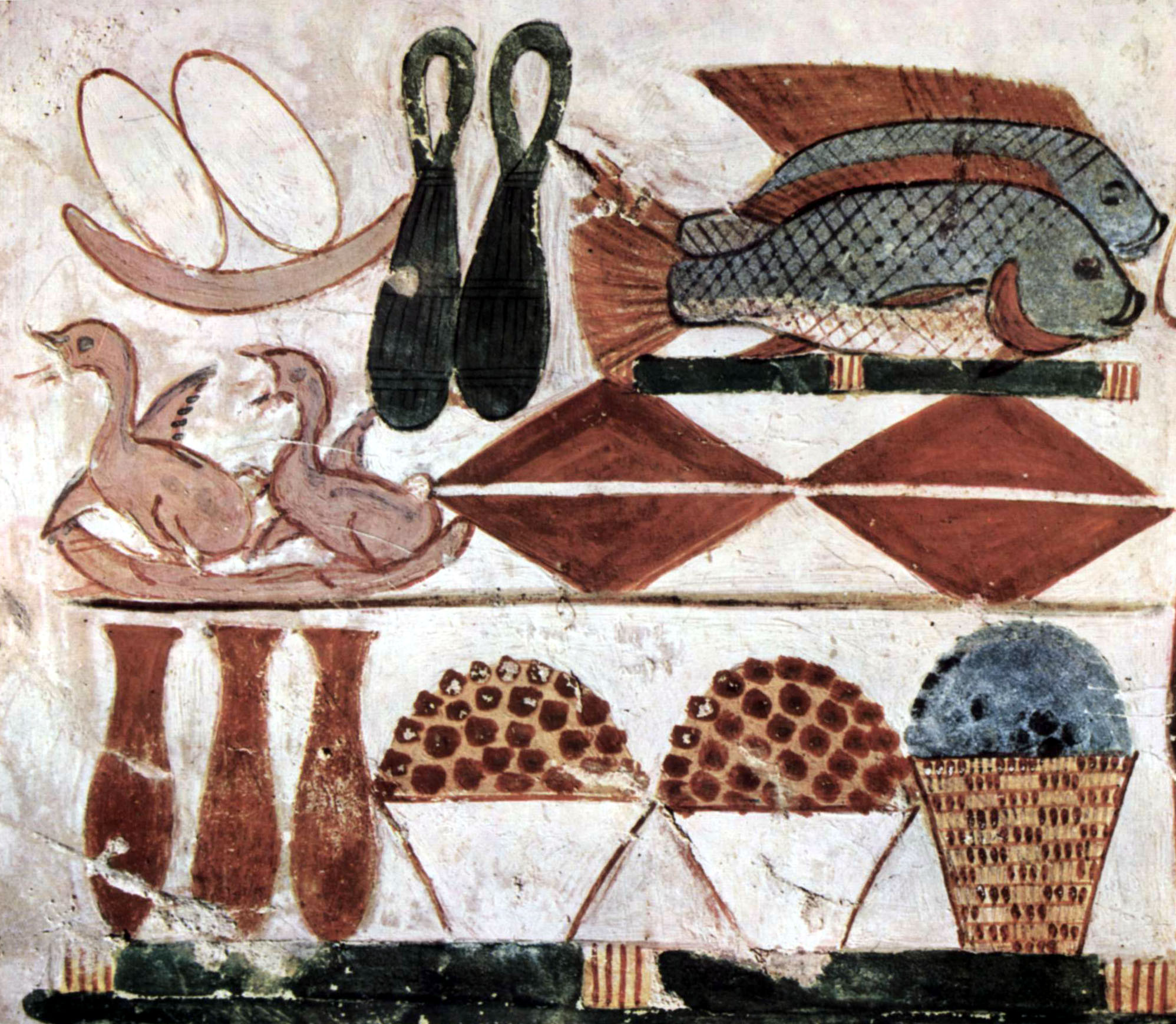
Offrandes - Tombeau de Menna

En l'absence de vastes forêts ou pâturages, les poissons étaient l'une des principales sources de protéines animales pour les Égyptiens. Parmi les espèces consommées on trouvait le tilapia du Nil et le mugil, représentés sur des fresques. Les différents groupes sociaux ne consommaient pas les mêmes poissons : les perches étaient réservées aux élites tandis que les couches populaires devaient se contenter de silures. Ces différences de régime alimentaire ont pu être documentées grâce à des fouilles archéologiques qui ont par exemple mis en évidence la présence exclusive de squelettes de poissons-chats près de logements d'ouvriers.
Les oiseaux migrateurs étaient occasionnellement capturés dans des filets lorsqu'ils se posaient dans les marécages du Nil. Ces marécages étaient surtout occupés par l'élevage grâce à l'abondance d'eau et de fourrage qu'ils fournissaient. Les Égyptiens y élevaient des bovins pour leur viande mais aussi pour leur lait. Les pigeons étaient consommés par les moins fortunés, mais les poules et autres gallinacés ne furent introduits en Égypte qu'à partir de l'époque hellénistique. Différents gibiers étaient chassés à l'arc ou à la lance pour leur viande : l'antilope, l'oryx, le bubale mais aussi l'autruche.
Représentée dans les fresques de tombes vieilles de 4 500 ans à Saqqarah, la pratique du gavage des oies et de consommation de foies gras remonte au moins à l'Égypte ancienne. Les Égyptiens gavaient plusieurs espèces d'oiseaux palmipèdes, dont des oies, à l'aide de granules de grains rôtis et humidifiés.

Figurine représentant un homme cuisinant un canard. Moyen Empire, entre 1980 et 1759 av. J.-C., Musée égyptologique de Turin

## Famine
Il est indéniable qu'il y a eu des périodes de famine dans l'Égypte antique qui apparaissent surtout pendant les périodes troublées et cessent dès que le pouvoir central s'affermit et s'organise. Quelques témoignages nous sont parvenus : le premier, un des rares de ce type d'événement sous l'Ancien Empire, apparaît sur l'inscription de Sehel découverte en 1890, mais bien que daté du règne de Djéser, il a probablement été rédigé sous les Ptolémées.
À partir de la VIe dynastie, la décadence commence, un relâchement dans l'irrigation entraîne des mentions de famine désignées dans des textes très abîmés avec des lacunes.
L'anarchie des VIIe et VIIIe dynasties a accentué le pouvoir des nomarques et entraîné des guerres civiles avec, comme conséquence, des famines. Le désordre a tellement frappé l'imagination des Égyptiens qu'il a servi de thème à un genre littéraire, la « littérature pessimiste » du Moyen Empire (dont les Lamentations d'Ipou-Our sont un exemple).